# Bob Soth
Bob Soth (eigentlich Robert Charles Soth; * 6. April 1933 in Tama, Iowa) ist ein ehemaliger US-amerikanischer Langstreckenläufer.
1959 gewann er bei den Panamerikanischen Spielen in Chicago Bronze über 10.000 m. Bei den Olympischen Spielen 1960 in Rom schied er über 5000 m im Vorlauf aus.

## Persönliche Bestzeiten
- 5000 m: 14:18,6 min, 1. Juli 1960, Palo Alto
- 10.000 m: 30:21,8 min, 28. August 1959, Chicago